# ラブライブ!サンシャイン!! Aqours 6th LoveLive! 〜KU-RU-KU-RU Rock 'n' Roll TOUR〜
『ラブライブ！サンシャイン!! Aqours 6th LoveLive! 〜KU-RU-KU-RU Rock 'n' Roll TOUR〜』（ラブライブ サンシャイン アクア シックスス ラブライブ クルクル ロックンロール ツアー）は、2022年2月から6月まで開催されたAqoursの全国ライブツアー。
本ツアーを収めたライブBlu-rayが、2022年11月2日から順次リリースされた。
本項では収録されたライブツアー、および関連イベントについても記述する。

## 概要
Aqoursとしては3年ぶりのライブツアー。新型コロナウイルス (COVID-19) の感染拡大に伴い全公演中止となった6thライブツアー『ラブライブ!サンシャイン!! Aqours 6th LoveLive! DOME TOUR 2020』の仕切り直しとして、同じナンバリングが冠されている。
予定されていた6th同様Aqours初のドームツアーとなっており、ライブ日程は前回の6thの流れを踏襲し、会場・開催順序が一致したものとなった。なお、当初は名古屋、埼玉の二大ドームツアーとして発表されていたが、東京が追加公演として実施された。
声優が行うライブとしては、ドーム球場3会場でのドームライブツアーの開催は史上初の事例となった。
本ライブツアーでは「KU-RU-KU-RU Cruller!」がテーマソングとして起用され、PVに登場するドラゴン「くるるん」がライブの随所に登場した。

## 公演日程
|        | 公演名      | 開催日   | 開演時間 | 会場                                    | 備考     |
| 2022年 | 2022年      | 2022年   | 2022年   | 2022年                                  | 2022年   |
| ------ | ----------- | -------- | -------- | --------------------------------------- | -------- |
| 1      | OCEAN STAGE | 02月12日 | 017:30   | ナゴヤドーム （バンテリンドームナゴヤ） | -        |
| 1      | OCEAN STAGE | 02月13日 | 016:30   | ナゴヤドーム （バンテリンドームナゴヤ） | -        |
| 2      | SUNNY STAGE | 03月05日 | 017:30   | 西武ドーム （ベルーナドーム）           | -        |
| 2      | SUNNY STAGE | 03月06日 | 016:30   | 西武ドーム （ベルーナドーム）           | -        |
| 3      | WINDY STAGE | 06月25日 | 018:00   | 東京ドーム                              | 追加公演 |
| 3      | WINDY STAGE | 06月26日 | 018:00   | 東京ドーム                              | 追加公演 |

## OCEAN STAGE

### 概要（OCEAN）
Aqours9枚目の映像作品。6月26日に東京ドームで開催された6thツアーの千秋楽公演内で、Blu-rayとDVDでの発売決定が発表された。
2月13日公演分を収録した「Blu-ray Memorial BOX」1形態でのリリース。本編ディスクのほか、舞台裏メイキング映像、幕間映像が収録された特典ディスクが付属する。
2月12日公演分は大部分が未収録ではあるが、「not ALONE not HITORI」のパートのみ2月12日公演分に差し替えられている。

### チャート成績（OCEAN）
11月1日付のオリコンBD総合デイリーランキングでは4位にランクインした。

### 収録内容（OCEAN）
- Disc 1

1. KU-RU-KU-RU Cruller!
2. Hop? Stop? Nonstop!
3. DREAMY COLOR
4. 夢で夜空を照らしたい
5. 少女以上の恋がしたい - 高海千歌（伊波杏樹）、桜内梨子（逢田梨香子）、渡辺曜（斉藤朱夏）
6. 涙が雪になる前に - 松浦果南（諏訪ななか）、小原鞠莉（鈴木愛奈）
7. キモチもユメも一緒だね！ - 国木田花丸（高槻かなこ)、黒澤ルビィ（降幡愛）
8. Misty Frosty Love - 渡辺曜（斉藤朱夏）、桜内梨子（逢田梨香子）
9. Party! Party! PaPaPaParty! - 黒澤ダイヤ（小宮有紗）、高海千歌（伊波杏樹）、津島善子（小林愛香）

- Disc 2

1. Aqours Pirates Desire
2. Daydream Warrior
3. 君の瞳を巡る冒険
4. 恋になりたいAQUARIUM
5. WATER BLUE NEW WORLD
6. 青空Jumping Heart
7. 冒険Type A, B, C!!
8. Aqours☆HEROES
9. 涙×
10. MIRAI TICKET
11. not ALONE not HITORI
12. SUKI for you, DREAM for you!

- 特典ディスク

1. 幕間映像1
2. 幕間映像2
3. Making of Aqours 6th LoveLive! 〜KU-RU-KU-RU Rock 'n' Roll TOUR〜 ＜OCEAN STAGE＞

## SUNNY STAGE

### 概要（SUNNY）
Aqours10枚目の映像作品。6月26日に東京ドームで開催された6thツアーの千秋楽公演内で、Blu-rayとDVDでの発売決定が発表された。
3月6日公演分の全編および、3月5日公演の日替わり楽曲パートを収録した「Blu-ray Memorial BOX」1形態でのリリース。本編ディスクのほか、舞台裏メイキング映像、幕間映像が収録された特典ディスクが付属する。
「ベルーナドーム」に改称後のイベント・ライブとしては、本公演が初のイベント開催となった。

### 収録内容（SUNNY）
- Disc 1

1. KU-RU-KU-RU Cruller!
2. 太陽を追いかけろ！
3. 君のこころは輝いてるかい?
4. DREAMY COLOR
5. 待ってて愛のうた - 黒澤ダイヤ（小宮有紗）、松浦果南（諏訪ななか）、小原鞠莉（鈴木愛奈）
6. 少女以上の恋がしたい - 高海千歌（伊波杏樹）、桜内梨子（逢田梨香子）、渡辺曜（斉藤朱夏）
7. コットンキャンディえいえいおー！ - 黒澤ルビィ（降幡愛）
8. あこがれランララン - 国木田花丸（高槻かなこ）
9. タテホコツバサ - 津島善子（小林愛香）
10. もっとね！ - 松浦果南（諏訪ななか）
11. Shiny Racers - 小原鞠莉（鈴木愛奈）
12. PURE PHRASE - 桜内梨子（逢田梨香子）
13. Never giving up! - 高海千歌（伊波杏樹）
14. 突然GIRL - 渡辺曜（斉藤朱夏）
15. Perfect SEKAI - 黒澤ダイヤ（小宮有紗）

- Disc 2

1. Aqours Pirates Desire
2. Daydream Warrior
3. スリリング・ワンウェイ
4. HAPPY PARTY TRAIN
5. 届かない星だとしても
6. 青空Jumping Heart
7. Wake up, Challenger!!
8. Aqours☆HEROES
9. 涙×
10. WONDERFUL STORIES
11. not ALONE not HITORI
12. SUKI for you, DREAM for you!

- 特典ディスク

1. 幕間映像1
2. 幕間映像2
3. Making of Aqours 6th LoveLive! 〜KU-RU-KU-RU Rock 'n' Roll TOUR〜 ＜SUNNY STAGE＞

## WINDY STAGE

### 概要（WINDY）
Aqours11枚目の映像作品。2022年11月20日に行われた生放送で、Blu-rayでの発売決定が発表された。
同じ東京ドームで開催された4thライブと同様、浦の星交響楽団によるオーケストラ演奏が行われた。また、オーケストラで披露してほしい楽曲を投票する企画が事前に実施され、投票1位・2位となった「Brightest Melody」「想いよひとつになれ」がそれぞれ2日に分けて披露された。
Day2で披露された津島善子のソロ曲「迷冥探偵ヨハネ」は、開催時点ではCD発売前であり、楽曲タイトル・視聴動画すら解禁されておらず、ラブライブ!シリーズ初となるライブでのサプライズ解禁となった。
Disc 1・2には6月25日公演分を、Disc 3・4には6月26日公演分を収録した「Blu-ray Memorial BOX」1形態でのリリース。本編ディスクのほか、舞台裏メイキング映像、幕間映像が収録された特典ディスクが付属する。
11月6日にフジテレビTWOで6月26日公演分の模様が放送され、放送後には撮り下ろし座談会が行われた。ただし、ソロ楽曲パートはすべてカットされている。

### 収録内容（WINDY）
斜体の劇伴は加藤達也が指揮する浦の星交響楽団によるオーケストラ演奏。
- Disc 1

1. Main theme of LoveLive! Sunshine!!
2. なんどだって約束!
3. 未体験HORIZON
4. DREAMY COLOR
5. Awaken the power - 津島善子（小林愛香）、国木田花丸（高槻かなこ）、黒澤ルビィ（降幡愛）
6. 未熟DREAMER - 黒澤ダイヤ（小宮有紗）、松浦果南（諏訪ななか）、小原鞠莉（鈴木愛奈）
7. OKAWARI Happy life! - 高海千歌（伊波杏樹）
8. Love Spiral Tower - 桜内梨子（逢田梨香子）
9. 1STAR - 黒澤ルビィ（降幡愛）
10. MOTTO-ZUTTO be with you - 黒澤ダイヤ（小宮有紗）
11. 舞い降りた奇跡
12. 輝きを目指して
13. Hello New Season!
14. ボンジョルノ、イタリア!
15. 新しいAqoursを見つけたい
16. 梨子の想い、千歌の想い

- Disc 2

1. KOKORO Magic “A to Z”
2. GEMSTONE“DE-A-I”
3. Next SPARKLING!!
4. i-n-g, I TRY!!
5. DETERMINATION
6. ONE FOR ALL
7. Everything is here
8. 起こそうキセキを！
9. KU-RU-KU-RU Cruller!
10. Deep Resonance
11. 心の羽よ君へ飛んでけ!
12. Brightest Melody
13. smile smile ship Start!
14. 君のこころは輝いてるかい？
15. SUKI for you, DREAM for you!

- Disc 3

1. Main theme of LoveLive! Sunshine!!
2. なんどだって約束!
3. 未体験HORIZON
4. Future flight
5. ハミングフレンド - 津島善子（小林愛香）、国木田花丸（高槻かなこ）、黒澤ルビィ（降幡愛）、高海千歌（伊波杏樹）、桜内梨子（逢田梨香子）、渡辺曜（斉藤朱夏）
6. 空も心も晴れるから - 高海千歌（伊波杏樹）、桜内梨子（逢田梨香子）、渡辺曜（斉藤朱夏）
7. RUN KAKERU RUN - 松浦果南（諏訪ななか）
8. やあ！行雲流水！？ - 国木田花丸（高槻かなこ）
9. Paradise Chime - 渡辺曜（斉藤朱夏）
10. Love is all, I sing love is all! - 小原鞠莉（鈴木愛奈）
11. 迷冥探偵ヨハネ - 津島善子（小林愛香）
12. みんなでフリマ！
13. 原点回帰でもう一度
14. 北国の空
15. Circle of Friendship
16. 私たちの輝きはそこに

- Disc 4

1. KOKORO Magic “A to Z”
2. GEMSTONE“DE-A-I”
3. Next SPARKLING!!
4. i-n-g, I TRY!!
5. DETERMINATION
6. ONE FOR ALL
7. Everything is here
8. 起こそうキセキを！
9. KU-RU-KU-RU Cruller!
10. Deep Resonance
11. キセキヒカル
12. 想いよひとつになれ
13. smile smile ship Start!
14. 君のこころは輝いてるかい？
15. SUKI for you, DREAM for you!
16. なんどだって約束!

- 特典ディスク

1. Day1 幕間映像1
2. Day1 幕間映像2
3. Day1 幕間映像3
4. Day2 幕間映像1
5. Day2 幕間映像2
6. Making of Aqours 6th LoveLive! 〜KU-RU-KU-RU Rock 'n' Roll TOUR〜 ＜WINDY STAGE＞
7. なんどだって座談会